# جاده سرخ
جاده سرخ (The Red Road) یک مجموعه تلویزیونی درام آمریکایی است که از ۲۷ فوریه ۲۰۱۴ تا ۷ ماه مه ۲۰۱۵ در ساندنس تی وی پخش شد.
این دومین سریال نوشته شده کاملاً متعلق به ساندنس تی وی بود. جاده قرمز بعد از فصل دوم خود لغو شد.

## تولید
عنوان کار این سریال در اصل نوادگان بود. تولید برای هر دو فصل در آتلانتا، جورجیا، در سال ۲۰۱۳ و ۲۰۱۴ صورت گرفت.

## بازیگران

### بازیگران اصلی
- مارتین هندرسون به عنوان هارولد جنسن
- جیسون موموآ به عنوان فیلیپ کوپوس
- جولیان نیکلسون به عنوان ژان جنسن
- آلی گونینو به عنوان ریچل جنسن
- تامارا تونی به عنوان ماری ون در وین
- کیووا گوردون به عنوان جونیور ون در وین
- آنالیس باشو به عنوان کیت جنسن

### بازیگران دوره ای
- گری فارمر به عنوان مک
- تام سایزمور به عنوان جک کوپوس
- لیسا بونت به عنوان اسکای ون در وین
- زان مک‌کلارنون به عنوان مایک پارکر
- آنتونی کورونه به عنوان کاپیتان وارن
- بروک مونتالوو به عنوان پیج
- کیس فلیپن به عنوان دکتر بلیک
- مایک فارل به عنوان دیوید راجرز
- ایرین زیگلر به عنوان سیلویا راجرز
- نیک گومز به عنوان فرانک مورگان
- دوریس مورگادو به عنوان یانا مورگان
- لوگن سیو به عنوان پل مورگان
- وس استودی به عنوان رئیس لوی گال
- آرتورو فونتز به عنوان رابی
- سابینا احمدووا به عنوان فایینا
- دوین بوید به عنوان برنارد روالد
- بوو آرنولد به عنوان وکیل ایرو نسبت
- آنتونی رینالدز به عنوان برنان
- رایان نست به عنوان افسر کی. فلیکس
- تامی آرنولد به عنوان افسر اسپکتور
- جف متیو گلور به عنوان افسر بیکر
- نیکولا شرلی به عنوان دوک
- بن وینچل به عنوان برد
- یان گرگ به عنوان لئو
- ویکتور گیج به عنوان لنوپ هانتر
- مانوئل رودریگز به عنوان راماپو بومی آمریکایی

## رمان گرافیکی
در سال ۲۰۱۵، ساندنس جاده سرخ ۱۹۹۰: یک رمان گرافیکی را منتشر کرد تا به صورت آنلاین خوانده شود.